# Michael Traynor
Michael Traynor (Fort Lauderdale, 12 december 1975) is een Amerikaanse acteur, filmproducent, filmregisseur en scenarioschrijver.

## Biografie
Traynor werd geboren in Fort Lauderdale en zijn tienerjaren bracht hij door op Maui, waar hij de high school doorliep. Hij begon zijn carrière als professionele danser, en studeerde in dans af aan de The Second City Training Center in Los Angeles. Na een aantal jaren acteerde hij een aantal keer in een kleine rol, en besloot toen zijn carrière voort te zetten als acteur.
Traynor begon in 2002 met acteren in de televisieserie NYPD Blue, waarna hij nog meerdere rollen speelde in televisieseries en films. In 2009 werd hij samen met de cast genomineerd voor een Daytime Emmy Awards voor hun rol in de televisieserie Imaginary Bitches.

## Filmografie

### Films
Uitgezonderd korte films.
- 2019 Mope - als Doug
- 2018 Ascension - als Jason
- 2018 The Thinning: New World Order - als Mason King
- 2018 Darwin'd - als Wayne
- 2017 Needlestick - als Everett Barnard
- 2016 The Thinning - als Mason King
- 2013 Homefront - als junior DEA agent
- 2013 Out West - als Billy Hanson
- 2012 Smiley - als Smiley
- 2011 Painting in the Rain - als Walter Derner III
- 2010 Per/Versions - als Ethan
- 2009 Tales from the Catholic Church of Elvis! - als Timmy
- 2009 A Perfect Getaway - als bruidsjonker
- 2008 A Necessary Death - als Michael
- 2003 Cry Funny Happy - als Wes

### Televisieseries
Uitgezonderd eenmalige gastrollen.
- 2014-2018 The Fosters - als Craig - 12 afl.
- 2017 Ten Days in the Valley - als Quinn - 4 afl.
- 2015 The Walking Dead - als Nicholas - 8 afl.
- 2013-2014 Rectify - als George Melton - 5 afl.
- 2008 Imaginary Bitches - als ober - 2 afl.

### Filmproducent
- 2022 Good Trouble - televisieserie - 18 afl.
- 2018 Jingle Around the Clock - film
- 2012 Underwater - televisieserie - 1 afl.
- 2010 Per/Versions - film
- 2009 Tales from the Catholic Church of Elvis! - film

### Filmregisseur
- 2022 Good Trouble - televisieserie - 1 afl.
- 2010 Per/Versions - film
- 2009 Tales from the Catholic Church of Elvis! - film

### Scenarioschrijver
- 2018 Jingle Around the Clock - film
- 2012 Underwater - televisieserie - 1 afl.
- 2010 Per/Versions - film
- 2005 Area-51 - computerspel
- 2004 Shrek 2 - computerspel

- Library of Congress Control Number: no2016048197
- Virtual International Authority File: 84146094300400332196
- WorldCat: E39PBJqk4ppgjFFKjdfFFqQwmd